# Асакава, Ю
Ю Асакава (яп. 浅川 悠 Асакава Ю:, род. 20 марта 1975, Токио, Япония) — японская актриса озвучивания. Наиболее известна по роли Райдер в франшизе Fate/stay night и второстепенных персонажей в аниме «Атака на титанов», а также как голос вокалоида Луки Мэгуринэ. С 2014 года работает как фрилансер.

## Биография
Родилась и выросла в районе Сибуя, Токио. Окончила Токийскую школу актёрского мастерства в 1996 году. Дебютировала как сэйю в 1997 году с второстепенных ролей.
С 2009 года является официальным голосом японской версии вокалоида Луки Мэгуринэ, поучаствовала в записи более 50 коммерческих вокалоид-альбомов и провела свыше 30 живых концертов с проекцией Луки.
С 2007 по 2009 год была замужем за коллегой по профессии Сётаро Морикубо. В 2010-х годах активно участвовала в мероприятиях, связанных с вокалоидом Лукой.

## Творческая деятельность

### Основные роли в аниме
- 1999 — Cyber Team in Akihabara
- 2001 — «Адзуманга»
- 2001—2004 — Hamtaro
- 2005 — Mobile Suit Zeta Gundam: A New Translation
- 2006—2015 — франшиза Fate/stay night
- 2010 — K-On! The Movie
- 2017—2020 — трилогия Fate/stay night: Heaven’s Feel
- 2025 — Colorful Stage! The Movie: A Miku Who Can’t Sing

### Прочие работы
- 1998 — Tentowan Tantai (токусацу)
- озвучивание видеоигр (серии Tales of, Fire Emblem);
- радиопостановки (drama CD);
- вокальные партии для аниме-саундтреков.

### Дубляж
- 1996—2000 — «Супермен»
- 2003 «Мексиканские приключения
- 2004 «Шпионки»
- 2004—2008 «Бэтмен»
- 2005 «Высший пилотаж»
- 2006 «Все парни любят Мэнди Лэйн»
- 2006 «Летучий шотландец»
- 2006—2008 «Новая школа императора»
- 2007 «Глава 27»
- 2011—2012 «Могучие рейнджеры: Самураи»

## Дискография

### Синглы
- «Rider’s Chant» (2006) — саундтрек к Fate/stay night
- «Luka Luka★Night Fever» (2009) — вокалоид-сингл

### Альбомы
- Voice of Fate (2008)
- Asakawa Style (2012)

## Награды и номинации
- 2020 — Номинация на Anime Trending Awards в категории «Best in Voice Cast»[4]